# Хилл, Бенни
А́льфред Хо́торн Хилл (англ. Alfred Hawthorn Hill), более известный как Бе́нни Хилл (англ. Benny Hill; 21 января 1924, Саутгемптон — 20 апреля 1992, Теддингтон, пригород Лондона) — английский актёр кино, комик. Создатель популярной во всём мире программы «Шоу Бенни Хилла».

## Биография

### Ранние годы
Альфред Хилл родился 21 января 1924 года в Саутгемптоне. Его отец, Альфред Хилл (1893—1972), позже работавший в магазине хирургических инструментов, и дед, Генри Хилл (1871—?), были цирковыми клоунами. Его мать — Хелен Хилл (девичья фамилия Кейв; 1894—1976). По окончании школы Хилл работал в универмаге Woolworth, а также молочником, оператором моста, водителем и ударником, а потом стал помощником режиссёра в гастролирующем ревю.
В 1942 году был призван на военную службу в британскую армию, где получил специальность механика-водителя в Корпусе королевских инженеров-электриков и механиков. Он служил механиком, водителем грузовика и прожектористом в Нормандии, а затем был переведён в подразделение развлекательных программ Службы вещания британских вооруженных сил (BFBS Live Events), где и прослужил до конца войны.
Он сменил имя на Бенни в честь своего любимого комика Джека Бенни.

### Карьера

Бенни Хилл в образе Боба Дилана, 1978

После Второй мировой войны Хилл работал актёром на радио, его дебют состоялся 5 октября 1947 года в программе Variety Bandbox на BBC.
На телевидении он впервые появился в 1950 году. С 1962 по 1963 годы выходил ситком «Бенни Хилл», в каждой серии которого он выступал в новой роли. В 1964 году он сыграл ткача Основу в телепостановке пьесы Шекспира «Сон в летнюю ночь».
С 1964 по 1966 годы на радио BBC выходила его собственная радиопередача Benny Hill Time, продержавшаяся три сезона. Программа была актуальной: так, например, в мартовском выпуске 1964 года был скетч «From Moscow With Love» о приключениях «Джеймса Понда, агента 0017», и первая версия скетча «Мальчик-менестрель», «посвящённого» группе The Beatles.
В 1955 году появилось телевизионное «Шоу Бенни Хилла», просуществовавшее до 1991 года. В СССР оно было впервые показано 10 апреля 1989 года в рамках «Недели с Thames Television».
Бенни Хилл был также известен как мастер пародии. Среди известных объектов пародий, прозвучавших в его шоу:
- Ричард Бартон
- Марлон Брандо
- Рут Вестхаймер
- Мик Джаггер
- Боб Дилан
- Вивьен Ли
- Майкл Кейн
- Братья Маркс
- Мирей Матье
- Лайза Миннелли
- Нана Мускури
- Рой Орбисон
- Сонни и Шер
- Элизабет Тейлор

Кроме того, среди его скетчей были и пародии на знаменитые музыкальные фестивали — Вудсток и Евровидение (пародия называлась «Европейский конкурс песни» (англ. «The European Song Contest»)),
а также на популярные фильмы и сериалы — «Коджак» (англ. «Kojak»), «Новые Мстители» («The New Avengers»), «Старски и Хатч» (1975—1979), «Кегни и Лейси» (англ. «Cagney & Lacie»), «Ангелы Чарли» (англ. «The Charlie’s Angels»), «Подводный мир Жака Кусто» (англ. «The underwater world of Jacques Cousteau») и другие.

### Личная жизнь
У Хилла не было собственного дома: он предпочитал снимать квартиру, нежели покупать её. Он снимал двухкомнатную квартиру в лондонском районе Куинсгейт (Queen's Gate) на протяжении 26 лет, пока в 1986 году не переехал в Теддингтон. Хотя у него были водительские права, автомобиля он тоже не имел.
Даже будучи миллионером, он был таким же экономным, как и его родители, особенно отец: Бенни Хилл покупал дешевые продукты в супермаркетах, предпочитал пешую ходьбу такси и постоянно чинил свою одежду.
Хилл не был женат и не имел детей. Он два раза делал предложение женщинам, и оба раза получал отказ. В 1957 году он встречался с танцовщицей из театра Windmill по имени Дорис Дил. Он водил её обедать, они держались за руки, и создавалось ощущение, будто они встречаются. Но когда актёр заявил, что не готов к созданию семьи, Дил попросту бросила его. Впоследствии у него было ещё несколько не слишком романтических увлечений; в частности, когда он сделал предложение молодой австралийской актрисе Аннетт Андре, она сделала вид, что ничего не заметила.
Хилл был большим галломаном: ему нравилось ездить во Францию, особенно в Марсель, где до начала 1980-х он мог инкогнито посещать уличные кафе и передвигаться на общественном транспорте. Он бегло говорил по-французски, а также знал немецкий, испанский, нидерландский и итальянский языки. Поездки за рубеж были единственной роскошью, которую он себе позволял, но даже и там предпочитал пятизвёздочным отелям скромные апартаменты.

### Смерть
После закрытия шоу актёр запил, стал неумерен в еде, у него появилась одышка и проблемы с сердцем. 24 февраля 1992 он попал в больницу, у него диагностировали инфаркт. Врачи советовали ему сесть на диету и сделать операцию на сердце, но он отказался. За два месяца до смерти его в больнице навестил Майкл Джексон, как уверял сам певец — он приехал только для того, чтобы сказать Хиллу о том, что он считает его комиком № 1 во всём мире.
После выписки он был по-прежнему энергичен. В феврале 1992 года «Thames Television», получившее постоянный поток запросов от зрителей на продолжение шоу, собрало ряд не выходивших в эфир выпусков, подвергавшихся цензуре. Контракт на показ был заключён с каналом ITV Central, делавшим спецвыпуски. Но подписать контракт Бенни не успел — он умер примерно 20 апреля от сердечного приступа, в возрасте 68 лет, в квартире, которую он снимал неподалёку от телестудии. О смерти узнал Денис Кирклэнд (продюсер и режиссёр шоу) — 22 апреля, обеспокоенный тем, что Бенни три дня не отвечал на телефонные звонки и жалобами соседей на постоянно работающий телевизор, он влез на балкон квартиры на третьем этаже и увидел его мёртвым — Бенни сидел в кресле растрёпанным, перед включённым перегревшимся телевизором среди грязных тарелок и стаканов. После того была вызвана полиция и вскрыта дверь. После осмотра места смерти Киркленд попросил подправить торчащие волосы Бенни, на что получил разрешение (ничего на месте смерти трогать было нельзя). «После этого он был в порядке» — как вспоминал он. Бенни был похоронен 26 апреля в Саутгемптоне на кладбище Холибрук, рядом с родителями, недалеко от места его рождения.
Согласно завещанию, составленному актёром задолго до смерти, все его заработанные деньги должны были унаследовать его родители, однако они к тому времени уже умерли. Кроме них, ближайшими родственниками были его родные брат и сестра, Леонард и Диана, с которыми он не поддерживал отношений, но их тоже уже не было в живых. Тогда деньги актёра были разделены поровну между его племянниками и племянницами.
После похорон Б. Хилла появились слухи, что он был похоронен с большим количеством золота и драгоценностей. Неизвестные грабители, поверившие в эти слухи, раскопали могилу Хилла и вскрыли его гроб. Позднее гроб был перезахоронен под толстой бетонной плитой.

## Память

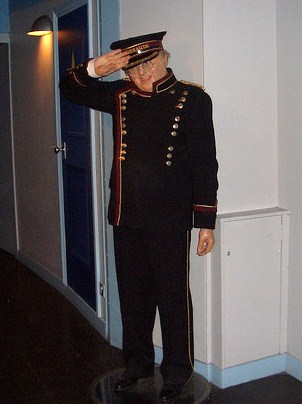
Бенни Хилл в Музее Мадам Тюссо

Как писал биограф Хилла, Марк Льюисон, «Бенни Хилл — табу в Великобритании».
А в статье о Хилле в Оксфордском национальном биографическом словаре указано: «Насколько он был популярным при жизни, настолько быстро его забыли после его смерти, а если и вспоминают, то только за грубость и отсутствие утончённости».
В июле 2009 года, как сообщила газета Daily Mail, — Королевская почта Великобритании решила не печатать лицо Хилла на посвящённых 50-летию телекомпании ITV почтовых марках, поскольку его «дерзкие» шутки «противоречат политике компании по поводу сексуальных домогательств на рабочем месте». Одна из бывших актрис его шоу, Беттина Ле Бо, назвала ситуацию «абсурдной», а один из читателей в комментариях написал: «Шутки Хилла противоречат политике компании по поводу сексуальных домогательств на рабочем месте. Он что, на почте работал?»

## Работы

### Фильмография
Фильмы с участием Бенни Хилла
- «Кто это сделал?» (англ. «Who Done It», 1956) — Хьюго Дилл
- «Освети небо» (англ. «Light Up the Sky», 1960) — Сид МакГаффи
- «Сон в летнюю ночь» (англ. «A Midsummer Night’s Dream», 1964, телефильм по одноимённой пьесе Уильяма Шекспира) — Ник Боттом
- «Воздушные приключения» (англ. «Those Magnificent Men In Their Flying Machines», 1965) — Перкинс, начальник пожарной охраны
- «Chitty Chitty Bang Bang», (1968) — игрушечник
- «Ограбление по-итальянски» (англ. «The Italian Job», 1969) — профессор Саймон Пич

Всего Бенни Хилл снялся в девяти фильмах, а также в клипе на песню «Anything She Does» группы Genesis, (1986).
Компиляции из его шоу
- «Бенни Хилл: лучшее» (англ. «The Best Of Benny Hill», 1974)
- «Бенни с небес» (англ. «Bennies From Heaven»)
- «Бенни и остроты» (англ. «Benny & The Jests»)
- «Бонус… Бенни» (англ. «Bonus...Benny»)

Обложка альбома «The Best Of Benny Hill», (1992)

- «Хорошее, плохое и Бенни» (англ. «The Good, The Bawd & The Benny»)

### Дискография
- «Benny Hill sings?», (1971). В альбоме содержится, в частности, песня «Радиоприёмник» (англ. «Transistor Radio»), в которой Хилл пародирует Элвиса Пресли, певца Джимми Джонса и диктора «Прогноза погоды для кораблей» на Би-би-си.
- «The Best Of Benny Hill», (1992) (обложка этого альбома пародирует известную обложку альбома «Abbey Road» группы The Beatles)[9]. Альбом также содержит пародии на блюзового певца Кенни Роджерса (песня «Just Wanna Be In Your Band») и рок-певца Боба Дилана (песня «Go Round Again»).

## В культуре

### Фильмы
- Документальный фильм Channel 4 Кто получил деньги Бенни? (англ. Who Got Benny's Millions?). Посвящена (2002 год)[10]

### Радио
- Документальная программа BBC Radio 2 Benny Hill: The Untold Story (2002 год).[11]

### Книги
- Биография Funny, Peculiar авторства Марка Льюисона, изданная в 2002 году[12].